# Val Barker-díj
A Val Barker-díj 1936 óta az olimpiákon a legtechnikásabb ökölvívónak kiosztott díj.

## Díjazottak
| Év   | Helyszín    | Díjazott            | Ország             | Súlycsoport     | Érem  |
| ---- | ----------- | ------------------- | ------------------ | --------------- | ----- |
| 1936 | Berlin      | Louis Laurie        | USA                | Légsúly         | Bronz |
| 1948 | London      | George Hunter       | Dél-Afrika         | Félnehézsúly    | Arany |
| 1952 | Helsinki    | Norvel Lee          | USA                | Félnehézsúly    | Arany |
| 1956 | Melbourne   | Richard McTaggart   | Egyesült Királyság | Könnyűsúly      | Arany |
| 1960 | Róma        | Nino Benvenuti      | Olaszország        | Váltósúly       | Arany |
| 1964 | Tokió       | Valerij Popencsenko | Szovjetunió        | Középsúly       | Arany |
| 1968 | Mexikóváros | Philip Waruinge     | Kenya              | Pehelysúly      | Bronz |
| 1972 | München     | Teófilo Stevenson   | Kuba               | Nehézsúly       | Arany |
| 1976 | Montréal    | Howard Davis Jr.    | USA                | Könnyűsúly      | Arany |
| 1980 | Moszkva     | Patrizio Oliva      | Olaszország        | Kisváltósúly    | Arany |
| 1984 | Los Angeles | Paul Gonzales       | USA                | Papírsúly       | Arany |
| 1988 | Szöul       | Roy Jones           | USA                | Nagyváltósúly   | Ezüst |
| 1992 | Barcelona   | Roberto Balado      | Kuba               | Szupernehézsúly | Arany |
| 1996 | Atlanta     | Vaszilij Zsirov     | Kazahsztán         | Félnehézsúly    | Arany |
| 2000 | Sydney      | Oleg Szaitov        | Oroszország        | Váltósúly       | Arany |
| 2004 | Athén       | Baktijar Artajev    | Kazahsztán         | Váltósúly       | Arany |
| 2008 | Peking      | Vaszil Lomacsenko   | Ukrajna            | Pehelysúly      | Arany |
| 2012 | London      | Szerik Szapijev     | Kazahsztán         | Váltósúly       | Arany |

## A díj odaítélésének szabályai
- A kupa tulajdonjoga azé, akinek odaítélték és elnyeréséért minden negyedik évben küzdenek az Olimpiai Játékokon.
- A „Val Barker Díjat” annak ítélik oda, aki a leglátványosabb stílusban versenyzett és a legmagasabb fokú felkészültséget mutatta az Olimpiai Játékokon.
- A Végrehajtó Bizottság minden tagja, aki jelen volt a Játékokon és végigkísérte az ökölvívó mérkőzéseket, a verseny végeztével meghatározott időn belül szavazólapot ad le, melyen az általa leglátványosabb stílust képviselő és legmagasabb fokú felkészültséget mutató ökölvívó neve szerepel. A Végrehajtó Bizottság a szavazás jogát átadhatja a zsűrinek. A szavazólapokat lezárt borítékban legkésőbb az ökölvívás befejeztét követő másnap reggelig eljuttatják az AIBA Iroda vezetőjének.
- A szavazólapokat az AIBA elnöke és az AIBA Iroda vezetője alaposan átvizsgálja, majd utóbbi listát készít a szavazatokat kapottak nevével és a kupát a legtöbb szavazatot kapott versenyzőnek ítélik oda. Ha több versenyző kapott egyenlő számú szavazatot, vagy a Végrehajtó Bizottság bármi oknál fogva nem jut elhatározásra, akkor az elnök szavazata a döntő, ami végleges is egyben. A Végrehajtó Bizottság bármely tagja ellenőrizheti a szavazás eredményét.
- A Val Balker Díjat nem az ökölvívó mérkőzések alatt vagy végén adják át a győztesnek, hanem másnap átadó-ünnepséget szerveznek, melyen részt vesznek a Végrehajtó Bizottság tagjai, a győztes ökölvívó, csapatvezetője és csapatának tagjai. Jelen vannak az átadó-ünnepségen csapatvezetőjükkel együtt azok az ökölvívók is, akik szavazatot kaptak még, valamint azok a személyek, kiket a Végrehajtó Bizottság szükségesnek tartott meghívni.